# Open de Haining de snooker 2017
L'Open de Haining de snooker 2017 est un tournoi International de snooker qui s'est déroulé à Haining en Chine dans le centre sportif de la ville et dans un cadre privé non-télévisé. Le tournoi a également pour objectif d'évoluer l'année suivante vers un tournoi comptant pour le classement mondial.

## Histoire
Le vainqueur de l'édition 2016 fut Matthew Selt, il s'était imposé face à Li Hang (5-3).
En 2017, le tournoi a vu briller Mark Selby qui a remporté son premier tournoi lors de cette saison. Le finaliste fut Tom Ford. Selby a signé 2 centuries en finale dont un 147.

## Dotations
Répartition des prix :
- Vainqueur : 120 000 ¥
- Finaliste : 50 000 ¥
- Demi-finaliste : 20 000 ¥
- Quart de finaliste : 10 000 ¥
- 3e tour : 6 000 ¥
- 2e tour : 4 000 ¥
- 1er tour 2 500 ¥

Meilleur break :
- Meilleur break : 10 000 ¥
- Break maximum : 20 000 ¥

Dotation totale : 472 000 ¥

## Tableau

### Partie finale
|  | Quarts de finale au meilleur des 7 manches | Quarts de finale au meilleur des 7 manches | Quarts de finale au meilleur des 7 manches |            |                | Demi-finales au meilleur des 7 manches | Demi-finales au meilleur des 7 manches | Demi-finales au meilleur des 7 manches |  |  | Finale au meilleur des 9 manches | Finale au meilleur des 9 manches | Finale au meilleur des 9 manches |
|  |                                            |                                            |                                            |            |                |                                        |                                        |                                        |  |  |                                  |                                  |                                  |
|  |                                            | Matthew Selt                               | 2                                          |            |                |                                        |                                        |                                        |  |  |                                  |                                  |                                  |
|  |                                            | Yu Delu                                    | 4                                          |            |                |                                        |                                        |                                        |  |  |                                  |                                  |                                  |
|  |                                            | Yu Delu                                    | 4                                          |            | Yu Delu        | 2                                      |                                        |                                        |  |  |                                  |                                  |                                  |
|  |                                            |                                            |                                            |            | Yu Delu        | 2                                      |                                        |                                        |  |  |                                  |                                  |                                  |
|  |                                            |                                            | Tom Ford                                   | 4          |                |                                        |                                        |                                        |  |  |                                  |                                  |                                  |
|  |                                            | Eliot Slessor                              | Tom Ford                                   | 4          | 2              |                                        |                                        |                                        |  |  |                                  |                                  |                                  |
|  |                                            | Eliot Slessor                              |                                            |            | 2              |                                        |                                        |                                        |  |  |                                  |                                  |                                  |
|  |                                            | Tom Ford                                   | 4                                          |            |                |                                        |                                        |                                        |  |  |                                  |                                  |                                  |
|  |                                            |                                            |                                            |            |                |                                        |                                        |                                        |  |  |                                  | Tom Ford                         | 1                                |
|  |                                            |                                            |                                            | Mark Selby | 5              |                                        |                                        |                                        |  |  |                                  |                                  |                                  |
|  |                                            | Stuart Bingham                             | 4                                          |            |                |                                        |                                        |                                        |  |  |                                  |                                  |                                  |
|  |                                            | Mei Xiwen                                  | 2                                          |            |                |                                        |                                        |                                        |  |  |                                  |                                  |                                  |
|  |                                            | Mei Xiwen                                  | 2                                          |            | Stuart Bingham | 3                                      |                                        |                                        |  |  |                                  |                                  |                                  |
|  |                                            |                                            |                                            |            | Stuart Bingham | 3                                      |                                        |                                        |  |  |                                  |                                  |                                  |
|  |                                            |                                            | Mark Selby                                 | 4          |                |                                        |                                        |                                        |  |  |                                  |                                  |                                  |
|  |                                            | Fan Zhengyi                                | Mark Selby                                 | 4          | 0              |                                        |                                        |                                        |  |  |                                  |                                  |                                  |
|  |                                            | Fan Zhengyi                                |                                            |            | 0              |                                        |                                        |                                        |  |  |                                  |                                  |                                  |
|  |                                            | Mark Selby                                 | 4                                          |            |                |                                        |                                        |                                        |  |  |                                  |                                  |                                  |

## Finale
| Finale au meilleur des 9 manches Arbitre : ? |                          |            |
| Tom Ford                                     | 1 - 5 ( - )              | Mark Selby |
| 0 61                                         | Centuries Meilleur break | 2 147      |
| Mark Selby remporte l'Open de Haining 2017.  |                          |            |

## Centuries
Seules les deux centuries de Mark Selby ont été relevées durant le tournoi.